# Métigny
Métigny é uma comuna francesa na região administrativa de Altos da França, no departamento de Somme. Estende-se por uma área de 6,68 km². Em 2010 a comuna tinha 121 habitantes (densidade: 18,1 hab./km²).